# Étoile sportive catalane
Maillots
Actualités
Dernière mise à jour : 7 décembre 2010.
L'Étoile sportive catalane est un club de rugby à XV français basé à Argelès-sur-Mer. Il évolue actuellement en championnat de France de 2e division fédérale.

## Histoire
Le club fut fondé en 1912 sous le nom d'Union sportive argelésienne. En 1921, il devint la Grenouille argelésienne, puis, en 1951, l'Étoile sportive argelésienne, et enfin l'Étoile sportive catalane.
Le club a joué dans les séries régionales jusqu’aux années 1960. Il accède à la troisième division (Excellence) en 1968, puis en remporte le titre en 1970 en battant Aire-sur-l'Adour (11-6) et accède ainsi à la deuxième division. Il redescend en Excellence en 1976 puis en Honneur (4e div) en 1981. Il parvient ensuite à remonter dans le championnat national au point d’atteindre le groupe A2 de première division et de disputer un huitième de finale du championnat de France en 1996 (défaite contre le Stade toulousain). Cela lui donne le droit d’accéder à l’élite (groupe A1), mais ses dirigeants doivent refuser la montée pour des raisons financières.

## Palmarès
- 1964 : Champion du  Roussillon Honneur (4e div)
- 1967 : Champion du  Roussillon Honneur (4e div)
- 1970 : Champion de France Excellence (3e div nationale)
- 1971 : Huitième de finale du Championnat de France de rugby à XV de 2e division 1970-1971
- 1996 : Huitième de finale du championnat de France de rugby à XV 1995-96
- 2005 : Finale du Championnat de France de rugby 2e division Fédérale
- 2015 : Champion Languedoc Roussillon en teulière et quart de finaliste grand sud

## Entraîneurs
- 2006-2008 :  Patrick Arlettaz

## Joueurs emblématiques
- Marc Lièvremont (jusqu'en 1988) - formé au club -
- Thomas Lièvremont (jusqu'en 1996) - formé au club -
- Matthieu Lièvremont (jusqu'en 1996) - formé au club -
- Sylvain Deroeux (1994-1996)
- Nicolas Mas (jusqu'en 1999) - formé au club -
- Benoit Cabello (jusqu'en 2002) - formé au club -
- Olivier Benassis (jusqu'en 2002, 2009-) - formé au club -
- Jérôme Schuster (jusqu'en 2002) - formé au club -
- Vincent Sabardeil (2005-)
- Patrick Arlettaz (2006-2007)
- Benjamin Goze (2006-2007)
- Sébastien Mercier (rugby) (2007-2008 et depuis 2009)
- Diego Giannantonio (2008-2009)
- Nicolas Grelon (2009-2011)
- Bruno Rolland
- Fabien Sabathier
- Florian Donadini
- Maurizio Bruni
- Thomas Bouquié (2011-2012)
- Jean-Pierre Garcia (jusqu'en 1990)
- Ed Barnes (2012-2013)
- Enzo Forletta